# محمد بن أحمد الديباجي
محمد بن أحمد بن يحيى أبو عبد الله العثماني الديباجي، ويعرف ببغداد بالمقدسي، وهو فقيه وواعظ، وعظ الناس ببغداد. قال ابن الجوزي البغدادي: سمعتهُ ينشد في مجلسهِ قوله:

## نسبه
يرجع نسبه إلى محمد الديباج بن عبد الله بن عمرو بن عثمان بن عفان

## وفاته
توفى محمد الديباجي يوم الأحد 17 صفر من عام 529 هـ/1135م، ودفن في المقبرة الوردية ببغداد.